# Emilio Solari
Pour les articles homonymes, voir Solari.
Emilio Solari (né le 4 janvier 1900 à La Boca, Buenos Aires, et mort en novembre 1930) est un footballeur argentin. En 1921, il est le premier capitaine à remporter un trophée officiel avec l'équipe nationale argentine.

## Biographie
Surnommé El Gran Capitán (en français : « Le Grand Capitaine »),, Emilio Solari découvre le football étant enfant sur les pâtures du chantier naval de Dock Sud. Il joue ensuite pour River Plate en faisant ses débuts le 16 juin 1918 lors d'une défaite (0–2) contre San Lorenzo de Almagro. Il quitte le club après un différend avec un dirigeant du club lors d'un match contre Independiente. Pendant son passage à River Plate, il dispute 21 rencontres, est deuxième du championnat de 1918 (en) et finaliste de la Copa de Competencia Jockey Club (en).
Après un an au Sportivo del Norte, Solari signe en 1920 à Nueva Chicago et connaît la période la plus faste de sa carrière sportive, coïncidant avec la plus longue période de Nueva Chicago en Primera División (de 1920 à 1926). Le 25 avril 1920, Solari fait ses débuts contre Boca Juniors sur le terrain du Club Atlético Del Plata (en), une victoire (2–0) des Xeneize sur des réalisations de Calomino et de Garasini (en), tous deux coéquipiers de Solari en équipe nationale. Avec le club de Mataderos, Solari dispute un total de 124 matchs et inscrit cinq buts.
Emilio Solari, jouant au poste de demi gauche, n'est pas un joueur qui se distingue par son jeu spectaculaire, mais c'est un équipier dévoué et travailleur, focalisé sur le succès de l'équipe plutôt que sur sa propre réussite. Alors que Nueva Chicago réalise une campagne respectable — quatrième de Primera División —, ses performances lui valent d'être appelé en 1921 pour faire partie de l'équipe nationale argentine en tant que capitaine. Au cours du championnat sud-américain, Solari mène une équipe composée notamment de Tesoriere dans les buts, de Sosa et Libonatti à l'avant. Après deux succès contre le Brésil et le Paraguay, une foule de trente-cinq mille personnes se presse au stade Sportivo Barracas (en) de la capitale argentine pour suivre le match décisif face à l'Uruguay. Grâce à un but de Libonatti, douze minutes après le début de la seconde période, l'Argentine prend l'avantage et le conserve jusqu'au coup de sifflet final malgré la forte pression des avants uruguayens menés par Romano et Piendibene,.
Au cours des années suivantes, Solari demeure un pilier de l'équipe nationale dans les divers tournois et tournées qui lui permettent d'amasser vingt-neuf capes internationales. Le 2 octobre 1924, il participe à une célèbre victoire argentine au cours d'un Clásico del Río de la Plata, où les champions olympiques uruguayens sont battus par le but olympique (es) de Cesáreo Onzari,.
Retiré du football, Solari meurt à 30 ans d'une infection généralisée, dans la pauvreté et l'oubli.

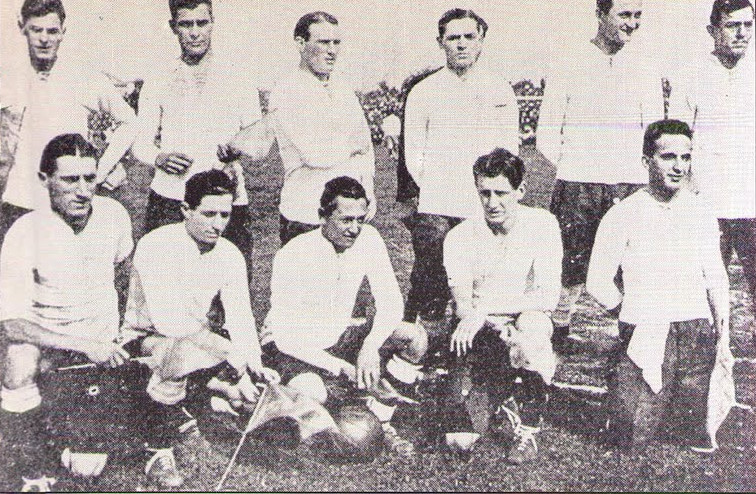
Solari (3e debout) et l'équipe d'Argentine championne continentale en 1921.
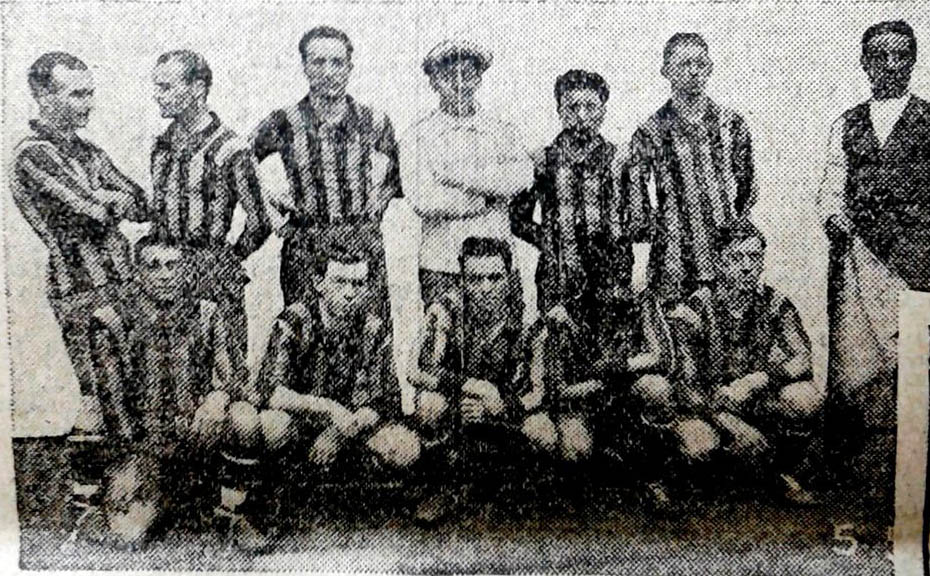
Solari (2e debout) et Nueva Chicago en 1922.
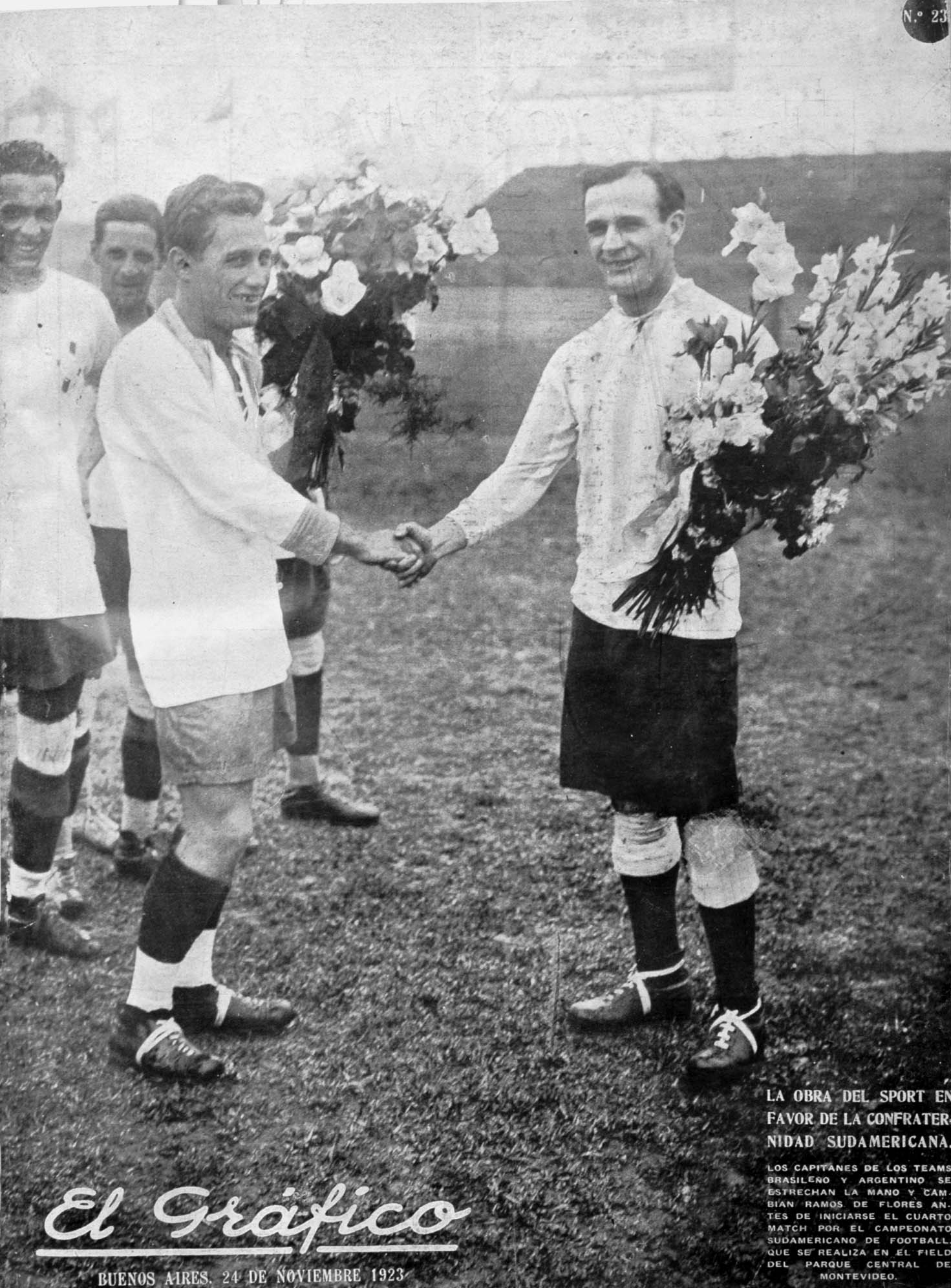
Poignée de main entre les capitaines brésilien et argentin en 1923.
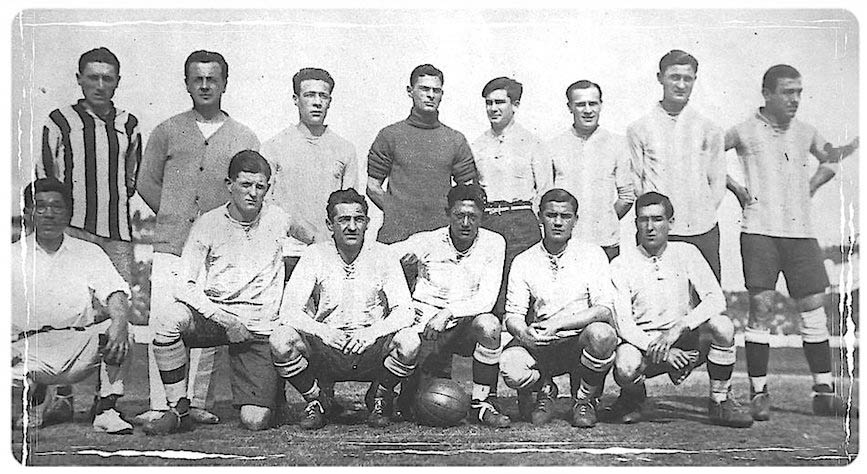
Solari (3e debout depuis la droite) et l'équipe d'Argentine en 1924.